# Polycheria gracilipes
Polycheria gracilipes is een vlokreeftensoort uit de familie van de Dexaminidae. De wetenschappelijke naam van de soort is voor het eerst geldig gepubliceerd in 1931 door Schellenberg.